# Coupe continentale de hockey sur glace 2024-2025
Navigation
2023-2024 2025-2026
La saison 2024-2025 est la vingt-septième édition de la Coupe continentale de hockey sur glace, une compétition européenne de clubs organisée par la Fédération internationale de hockey sur glace (IIHF). Elle débute le 20 septembre 2024 et la finale se déroule du 17 au 19 janvier 2025.

## Présentation
Vingt équipes venant d'autant de pays prennent part à la compétition : il s'agit généralement des vainqueurs des championnats nationaux respectifs, mais il existe quelques exceptions et hors équipes suédoises, finlandaises, suisses, allemandes, russes.
La compétition se divise en quatre tours, l'entrée en lice des équipes se faisant selon le niveau de chacune.
Lors de chaque tour, les équipes sont séparées en deux groupes de quatre, chacun étant disputé sous la forme d'un championnat à rencontre simple. Aux premier et deuxième tours, seul le vainqueur de chaque groupe se qualifie pour le tour suivant tandis que les deux premiers de chaque groupe du troisième tour se qualifient pour la finale.
La répartition des points est la suivante :
- 3 points pour une victoire dans le temps réglementaire ;
- 2 points pour une victoire en prolongation ou aux tirs de fusillade ;
- 1 point pour une défaite en prolongation ou aux tirs de fusillade ;
- 0 point pour une défaite dans le temps réglementaire.

## Clubs participants
| Équipe                        | Entrée dans la compétition | Qualification                                  |
| ----------------------------- | -------------------------- | ---------------------------------------------- |
| Club Hielo Jaca               | Premier tour               | Champion d'Espagne 2023-2024                   |
| SKHL Crvena zvezda            | Premier tour               | Champion de Serbie 2023-2024                   |
| SC Energija                   | Premier tour               | Champion de Lituanie 2023-2024                 |
| Skautafélag Reykjavíkur       | Premier tour               | Champion d'Islande 2023-2024                   |
| Narva PSK (en)                | Premier tour               | Champion d'Estonie 2023-2024                   |
| HK INA Sisak                  | Premier tour               | Champion de Championnat de Croatie 2023-2024   |
| SC Irbis Skate (en)           | Premier tour               | Champion de Bulgarie 2023-2024                 |
| Bulldogs de Liège             | Premier tour               | Champion de Belgique 2023-2024                 |
| HK Jesenice                   | Deuxième tour              | Vice-champion de Slovénie 2023-2024            |
| Sokil Kyiv                    | Deuxième tour              | Champion d'Ukraine 2023-2024                   |
| CSM Corona Brașov             | Deuxième tour              | Champion de Roumanie 2023-2024                 |
| HK Mogo                       | Deuxième tour              | Champion de Lettonie 2023-2024                 |
| Renon Sport                   | Deuxième tour              | Champion d'Italie 2023-2024                    |
| Ferencváros TC                | Deuxième tour              | Champion de Hongrie 2023-2024                  |
| Cardiff Devils                | Troisième tour             | Vice-champion du Royaume-Uni 2023-2024         |
| Vlci Žilina                   | Troisième tour             | Champion de Slovaquie 2023-2024                |
| GKS Katowice                  | Troisième tour             | Vice-champion de Pologne 2023-2024             |
| Arlan Kökşetau                | Troisième tour             | Champion du Kazakhstan 2023-2024               |
| Brûleurs de Loups de Grenoble | Troisième tour             | Vainqueur de la Coupe de France 2023-2024      |
| Aalborg Pirates               | Troisième tour             | Finaliste du championnat du Danemark 2023-2024 |

## Premier tour (groupes A et B)
Pour les significations des abréviations, voir statistiques du hockey sur glace.
Les matches du groupe A ont lieu à Sofia en Bulgarie et ceux du groupe B à Narva en Estonie, du 20 au 22 septembre 2024. Le premier de chaque groupe est qualifié pour le tour suivant.
| Clt | Équipe              | PJ | V | VP | D | DP | BP | BC | Diff | Pts |
| --- | ------------------- | -- | - | -- | - | -- | -- | -- | ---- | --- |
| 1   | HK INA Sisak        | 3  | 3 | 0  | 0 | 0  | 28 | 3  | +25  | 9   |
| 2   | Bulldogs de Liège   | 3  | 2 | 0  | 1 | 0  | 22 | 9  | +13  | 6   |
| 3   | SKHL Crvena zvezda  | 3  | 1 | 0  | 2 | 0  | 8  | 10 | -2   | 3   |
| 4   | SC Irbis Skate (en) | 3  | 0 | 0  | 3 | 0  | 4  | 40 | -36  | 0   |

| 20 septembre | SKHL Crvena zvezda | 1  | 2 | Bulldogs Liège     |
| 20 septembre | HK INA Sisak       | 15 | 1 | SC Irbis Skate     |
| 21 septembre | SC Irbis Skate     | 1  | 6 | SKHL Crvena zvezda |
| 21 septembre | HK INA Sisak       | 6  | 1 | Bulldogs Liège     |
| 22 septembre | SKHL Crvena zvezda | 1  | 7 | HK INA Sisak       |
| 22 septembre | Bulldogs Liège     | 19 | 2 | SC Irbis Skate     |

| Clt | Équipe                  | PJ | V | VP | D | DP | BP | BC | Diff | Pts |
| --- | ----------------------- | -- | - | -- | - | -- | -- | -- | ---- | --- |
| 1   | SC Energija             | 3  | 3 | 0  | 0 | 0  | 17 | 4  | +13  | 9   |
| 2   | Club Hielo Jaca         | 3  | 1 | 0  | 1 | 1  | 11 | 13 | -2   | 4   |
| 3   | Narva PSK (en)          | 3  | 1 | 0  | 2 | 0  | 12 | 15 | -3   | 3   |
| 4   | Skautafélag Reykjavíkur | 3  | 0 | 1  | 2 | 0  | 10 | 18 | -8   | 2   |

| 20 septembre | SC Energija             | 5   | 0 | Skautafélag Reykjavíkur |
| 20 septembre | Narva PSK               | 1   | 5 | Club Hielo Jaca         |
| 21 septembre | Club Hielo Jaca         | 1   | 6 | SC Energija             |
| 21 septembre | Narva PSK               | 8   | 4 | Skautafélag Reykjavíkur |
| 22 septembre | Skautafélag Reykjavíkur | 6 P | 5 | Club Hielo Jaca         |
| 22 septembre | SC Energija             | 6   | 3 | Narva PSK               |

## Deuxième tour (groupes C et D)
Pour les significations des abréviations, voir statistiques du hockey sur glace.
Les matches du groupe C ont lieu à Renon en Italie et ceux du groupe D à Brașov en Roumanie, du 18 au 20 octobre 2024. Le premier de chaque groupe est qualifié pour le tour suivant.
| Clt | Équipe        | PJ | V | VP | D | DP | BP | BC | Diff | Pts |
| --- | ------------- | -- | - | -- | - | -- | -- | -- | ---- | --- |
| 1   | Renon Sport   | 3  | 3 | 0  | 0 | 0  | 20 | 9  | +11  | 9   |
| 2   | HK Jesenice   | 3  | 2 | 0  | 0 | 1  | 11 | 8  | +3   | 6   |
| 3   | HK INA Sisak  | 3  | 2 | 0  | 0 | 2  | 7  | 15 | -8   | 3   |
| 4   | HK Sokil Kiev | 3  | 0 | 0  | 3 | 0  | 8  | 14 | -6   | 0   |

| 18 octobre | HK Jesenice  | 3 | 1  | HK INA Sisak |
| 18 octobre | Renon Sport  | 5 | 4  | Sokil Kiev   |
| 19 octobre | HK Jesenice  | 5 | 2  | Sokil Kiev   |
| 19 octobre | HK INA Sisak | 2 | 10 | Renon Sport  |
| 20 octobre | Sokil Kiev   | 2 | 4  | HK INA Sisak |
| 20 octobre | Renon Sport  | 5 | 3  | HK Jesenice  |

| Clt   | Équipe            | PJ | V | VP | D | DP | BP | BC | Diff | Pts |
| ----- | ----------------- | -- | - | -- | - | -- | -- | -- | ---- | --- |
| +001, | CSM Corona Brașov | 3  | 1 | 2  | 0 | 0  | 15 | 10 | +5   | 7   |
| +002, | HK Mogo           | 3  | 2 | 0  | 0 | 1  | 14 | 11 | +3   | 7   |
| +003, | Ferencváros TC    | 3  | 1 | 0  | 1 | 1  | 12 | 10 | +2   | 4   |
| +004, | SC Energija       | 3  | 0 | 0  | 3 | 0  | 8  | 18 | -10  | 0   |

| 18 octobre | Ferencváros TC    | 6 | 0    | SC Energija       |
| 18 octobre | HK Mogo           | 3 | 4 Pr | CSM Corona Brașov |
| 19 octobre | SC Energija       | 5 | 6    | HK Mogo           |
| 19 octobre | Ferencváros TC    | 4 | 5 Pr | CSM Corona Brașov |
| 20 octobre | HK Mogo           | 5 | 2    | Ferencváros TC    |
| 20 octobre | CSM Corona Brașov | 6 | 3    | SC Energija       |

## Troisième tour (groupes E et F)
Les matches du groupe E ont lieu à Žilina en Slovaquie et ceux du groupe F à Aalborg au Danemark, du 15 au 17 novembre 2024.
Légende :
- En gras, qualifié pour la super finale
- T : Tirs de barrage

Pour les significations des abréviations, voir statistiques du hockey sur glace.
| Clt   | Équipe         | PJ | V | VP | D | DP | BP | BC | Diff | Pts |
| ----- | -------------- | -- | - | -- | - | -- | -- | -- | ---- | --- |
| +001, | Arlan Kökşetau | 3  | 2 | 0  | 0 | 1  | 11 | 8  | +3   | 7   |
| +002, | Cardiff Devils | 3  | 2 | 0  | 1 | 0  | 12 | 8  | +4   | 6   |
| +003, | Vlci Žilina    | 3  | 1 | 1  | 1 | 0  | 10 | 7  | +3   | 5   |
| +004, | Renon Sport    | 3  | 0 | 0  | 3 | 0  | 2  | 12 | -10  | 0   |

| 15 novembre | Cardiff Devils | 5 | 1   | Renon Sport    |
| 15 novembre | Arlan Kökşetau | 3 | 4 T | Vlci Žilina    |
| 16 novembre | Renon Sport    | 1 | 2   | Arlan Kökşetau |
| 16 novembre | Cardiff Devils | 4 | 1   | Vlci Žilina    |
| 17 novembre | Arlan Kökşetau | 6 | 3   | Cardiff Devils |
| 17 novembre | Vlci Žilina    | 5 | 0   | Renon Sport    |

| Clt   | Équipe                        | PJ | V | VP | D | DP | BP | BC | Diff | Pts |
| ----- | ----------------------------- | -- | - | -- | - | -- | -- | -- | ---- | --- |
| +001, | GKS Katowice                  | 3  | 2 | 0  | 1 | 0  | 15 | 7  | +8   | 6   |
| +002, | Brûleurs de Loups de Grenoble | 3  | 2 | 0  | 1 | 0  | 18 | 8  | +10  | 6   |
| +003, | Aalborg Pirates               | 3  | 2 | 0  | 1 | 0  | 9  | 9  | 0    | 6   |
| +004, | CSM Corona Brașov             | 3  | 0 | 0  | 3 | 0  | 5  | 23 | -18  | 0   |

| 15 novembre | GKS Katowice      | 9  | 2 | CSM Corona Brașov |
| 15 novembre | Aalborg Pirates   | 5  | 3 | Grenoble          |
| 16 novembre | GKS Katowice      | 2  | 4 | Grenoble          |
| 16 novembre | CSM Corona Brașov | 2  | 3 | Aalborg Pirates   |
| 17 novembre | Grenoble          | 11 | 1 | CSM Corona Brașov |
| 17 novembre | Aalborg Pirates   | 1  | 4 | GKS Katowice      |

## Super finale
La super finale à lieu du 16 au 19 janvier 2025 à Cardiff au Royaume-Uni.
Légende :
- en gras, vainqueur de la Coupe continentale
- En italique, forfait
- TB : Tirs de barrage

Pour les significations des abréviations, voir statistiques du hockey sur glace.
| Clt   | Équipe                        | PJ | V | VP | D | DP | BP | BC | Diff | Pts |
| ----- | ----------------------------- | -- | - | -- | - | -- | -- | -- | ---- | --- |
| +001, | Cardiff Devils                | 2  | 2 | 0  | 0 | 0  | 12 | 4  | +8   | 6   |
| +002, | Brûleurs de Loups de Grenoble | 2  | 0 | 1  | 1 | 0  | 4  | 8  | -4   | 2   |
| +003, | GKS Katowice                  | 2  | 0 | 0  | 1 | 1  | 5  | 9  | -4   | 1   |
| -     | Arlan Kökşetau                | 0  | 0 | 0  | 0 | 0  | 0  | 0  | 0    | 0   |

| 16 janvier | GKS Katowice                  | 3    | 6 | Cardiff Devils                |
| 18 janvier | Brûleurs de Loups de Grenoble | 3 TB | 2 | GKS Katowice                  |
| 19 janvier | Cardiff Devils                | 6    | 1 | Brûleurs de Loups de Grenoble |